# Босин, Виктор
Виктор Эрик Амадей Босин (швед. Viktor Erik Amadeus Bosin) (1 июля 1805, Гельсингфорс — 27 июля 1862, Выборг) — финский архитектор, главный архитектор Выборга (1851—1862).

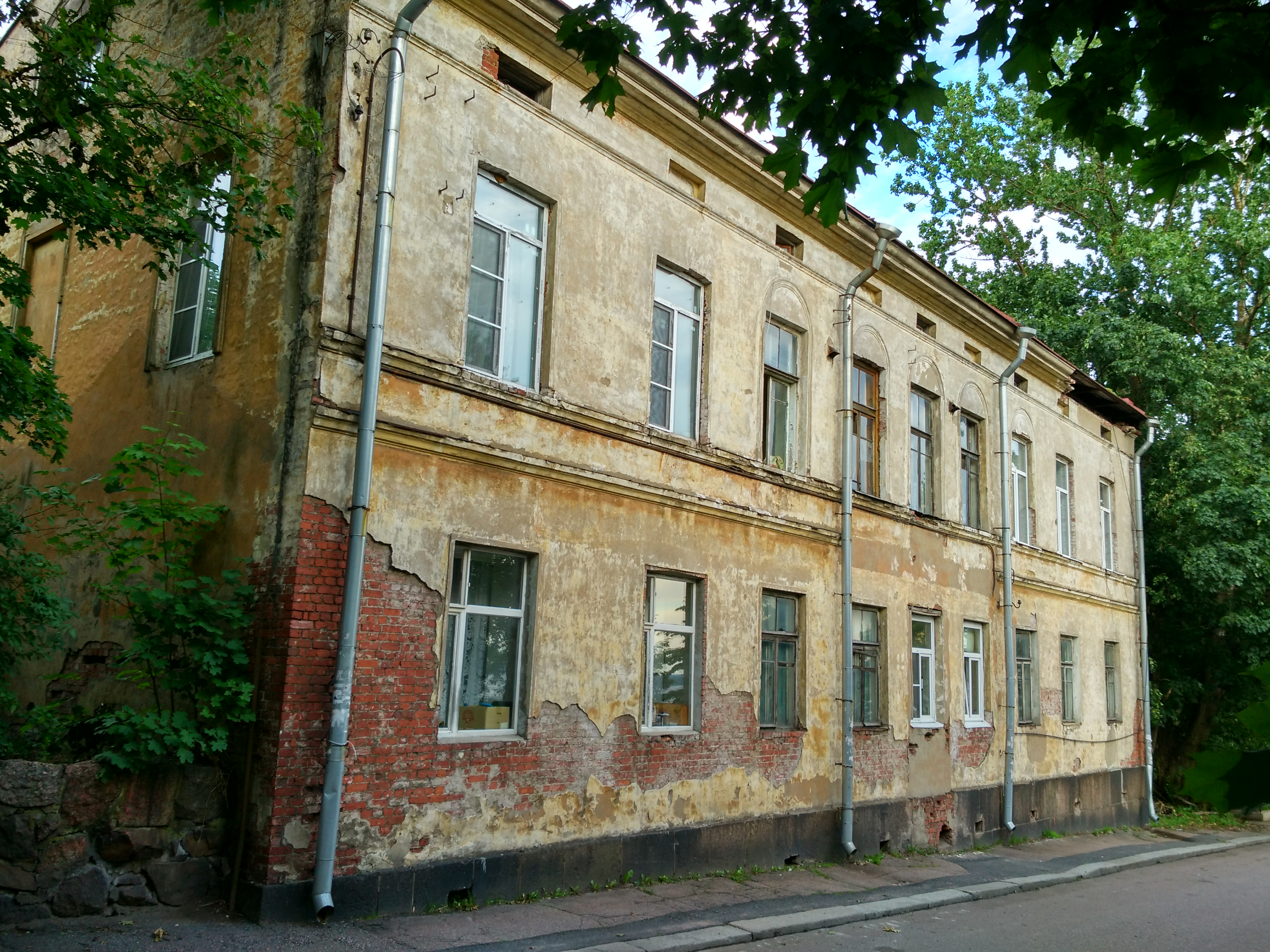
Выборгская улица, дом 13, спроектированный в 1856 году. Балкон и парадная дверь утрачены

## Биография
Внебрачный сын дворянина майора Даниэля Эрика Босина. После смерти отца в 1815 году Виктор возрасте 11 лет с матерью, вышедшей замуж за майора Отто Шульмана, переехал в Хаухо. Начальное образование получил в школах Тавастехуса и Бьёрнеборга.
В 1821 году поступил в кадетское училище города Фридрихсгама. С 1825 года в чине прапорщика проходил службу в Смоленском уланском полку в Киеве. Участвовал в русско-турецкой войне 1828 года, в штурме Бухареста и крепостей Джургево и Силистра, пойдя путь от переправы через Прут до Болгарии. Во время войны получил ранения и был уволен со службы в отставку в 1832 году по болезни в звании поручика.
Вернувшись в Финляндию, Босин занимался сельским хозяйством в селении Скюттяля. В 1834 году женился на Софии Шульман, дочери отчима от первого брака. Продав имение, занимался строительством и землеустройством. С 1851 года, после отставки Карла Лесцига, Виктор Босин занял должность Выборгского городского архитектора.
За время своей работы в должности архитектора спроектировал большое количество зданий в стиле классицизма (главным образом деревянные и каменные городские усадьбы). Но его деятельность пришлась на период, предшествующий строительному буму после сноса устаревших укреплений Рогатой крепости, поэтому многие его здания были утрачены либо перестроены с развитием многоэтажного каменного строительства. В архивах сохранилось около семидесяти чертежей Виктора Босина (подписывался «Бозинъ»), отличающихся высоким мастерством графического исполнения.
На посту городского архитектора его сменил И. Е. Иогансон.